# Jämsän Seutu
Jämsän Seutu är en finländsk fyradagarstidning som utkommer i Jämsä.
Tidningen tillkom 1931 genom sammanslagning av två på 1920-talet grundade lokaltidningar och erhöll då namnet Jämsän Lehti, vilket 1952 ändrades till Koillis-Häme och 2009 till det nuvarande. Aktiemajoriteten i tidningsbolaget övertogs 1984 av Tampereen Kirjapaino Oy, som numera ägs av Alma Media Oyj. Upplagan sjönk från omkring 9 600 exemplar 1985 till omkring 7 000 exemplar 2003, men ökade därefter något till 7 409 exemplar 2009.